# Robert Ng
Robert Ng Chee Siong (chinesisch 黄志祥 / 黃志祥, Pinyin Huáng Zhìxiáng, Jyutping Wong4 Zi4coeng4, Pe̍h-ōe-jī Ng Tsì-siông; * 1952 in Singapur) ist ein chinesisch-singapurischer Unternehmer. Er ist seit 1981 Vorsitzender des Hongkonger Unternehmens Sino Land und kontrolliert Tsim ShaTsui Properties. Er ist der älteste Sohn von Ng Teng Fong, einem Singapurer Immobilienmilliardär. Nach Angaben des US-amerikanischen Forbes Magazine gehört Ng gemeinsam mit seinem Bruder Philip Ng zu den reichsten Südostasiaten.

## Leben
Ng spekulierte durch zwei in Panama eingetragene Unternehmen mit Terminkontrakten auf der Hong Kong Futures Exchange, als am 19. Oktober 1987 mit dem Schwarzen Montag der Börsencrash begann. Seine Verluste erreichten anscheinend eine Milliarde HK$. Anfangs weigerte sich Ng zu zahlen und behauptete, er wäre durch die begrenzte Haftung der Unternehmen, durch die er gehandelt hatte, geschützt. Dies führte zum Zusammenbruch der Futures-Börse geführt und auch der Handel auf der Hong Kong Stock Exchange wurde für vier Tage gestoppt. Eine Untersuchung des Commercial Crime Bureau der Hong Kong Police ergaben, dass Ng benötigte Margin Calls durch Absprachen mit einem seiner Broker vermieden hatte. Dennoch kam es zu keiner Anklage gegen Ng, da die Kolonialregierung von Hongkong das Gefühl hatte, die Verfolgung könnte ein Risiko für die Stabilität des gesamten Marktes darstellen. Stattdessen wurde ein Deal ausgearbeitet, nach dem Ng 500 HK$ zurückzahlen sollte und Steuerzahler von Hongkong den Rest der Mittel bereitstellen sollte, die von der Börse aufgrund der Rettung durch die Regierung benötigt wurde. Die Verluste von Ng durch seine verschiedenen Investment Holdings beliefen sich infolge des Crashs auf insgesamt etwa 250 Millionen US$.
Im Juni 1995 übernahm Ng als Vorsitzender des Yeo Hiap Seng (YHS), ein in Singapur gelistetes Unternehmen für Speisen und Getränke, das in früheren Jahren 3,2 Millionen US$ verloren hatte im vorherigen Betriebsjahr. Sein Vorsitz kam zur gleichen Zeit als auch seine Familie ihren Anteil am Unternehmen auf 24,9 % vergrößerte, knapp unter dem Schwellenwert von 25 %, bei dem sie nach dem Gesetz ein Kaufangebot an alle anderen Aktionäre machen müssen hätten. Dies bedeutete einen Schritt nach vorne in seinem Kampf mit dem malaysischen Milliardär Quek Leng Chan um die Kontrolle der YHS und seinen Grundbesitz in Singapurs Bezirk Bukit Timah, die Milliarden Dollar wert sein könnten, wenn sie in Wohnimmobilien neu entwickelt werden. Am Ende waren Ng und sein Vater in der Lage, Querelen innerhalb der Familie Yeo erfolgreich zu nutzen und 86 % des Aktienkapitals zu kaufen. Ihr Kampf um die Kontrolle über das Unternehmen wurde später als „einer der buntesten Übernahmekämpfe in der Geschichte Singapurs“ beschrieben und führte bei YHS zu einem Wandel von einem Unternehmen der Lebensmittelbranche zu einem Entwickler von Luxusimmobilien.
Sino Land gliederte ihre Interessen in der Hotelindustrie in ein neues Unternehmen aus, Sino Hotels. Ng ist von Anfang an Vorsitzender auch dieses Unternehmens. Anfang 1997 machte Sino Hotels unter Leitung von Ng mehrere Übernahmen, einschließlich einer 80 % Beteiligung an der lokalen Niederlassung von Conrad Hotel für 2 Milliarden HK$. Ng sagte voraus, dass Büroimmobilien im 1997 „gut laufen“ würden. Für die letzten sechs Monate des gleichen Jahres berichtete Sino Hotels einen Rückgang von 66 % der Netto-Zwischengewinne und einen Rückgang von 80 % des Betriebsgewinns, die Ng niedrigen Beiträgen der Hotels und der Fortunekette von chinesischen Restaurants zuschrieb. Dennoch erwies sich Conrad als eine belastbare Investition, es stieg der durchschnittliche Zimmerpreis um 14,7 % während der betreffenden Monate.
Ng ist Direktor der „The Real Estate Developers Association of Hong Kong“ und Mitglied der 11. Politischen Konsultativkonferenz des chinesischen Volkes.

## Privat
Ngs Vater war der chinesische Unternehmer Teng Fong Ng. Sein Bruder ist Philip Ng Chee Tat, Co-Verwalter des Nachlasses von Teng Fong Ng. Ng wohnt in Singapur, ist mit Yeoh Saw Kheng (杨素琼) verheiratet und hat vier Kinder: Daryl, Nikki, Jeanne und Christine.